# London (Kentucky)
London és una població dels Estats Units a l'estat de Kentucky. Segons el cens del 2000 tenia 5.692 habitants.

## Demografia
Segons el cens del 2000, London tenia 5.692 habitants, 2.400 habitatges, i 1.461 famílies. La densitat de població era de 285 habitants/km².
Dels 2.400 habitatges en un 25,3% hi vivien nens de menys de 18 anys, en un 44,8% hi vivien parelles casades, en un 13,7% dones solteres, i en un 39,1% no eren unitats familiars. En el 35,9% dels habitatges hi vivien persones soles el 16,5% de les quals corresponia a persones de 65 anys o més que vivien soles. El nombre mitjà de persones vivint en cada habitatge era de 2,16 i el nombre mitjà de persones que vivien en cada família era de 2,78.
Per edats la població es repartia de la següent manera: un 19,3% tenia menys de 18 anys, un 9,7% entre 18 i 24, un 28,1% entre 25 i 44, un 23,4% de 45 a 60 i un 19,5% 65 anys o més.
L'edat mediana era de 40 anys. Per cada 100 dones de 18 o més anys hi havia 84,6 homes.
La renda mediana per habitatge era de 27.283 $ i la renda mediana per família de 34.340 $. Els homes tenien una renda mediana de 32.355 $ mentre que les dones 19.873 $. La renda per capita de la població era de 15.046 $. Entorn del 19,4% de les famílies i el 20,7% de la població estaven per davall del llindar de pobresa.

## Poblacions més properes
El següent diagrama mostra les poblacions més properes.